# Крылья (фильм, 1927)
«Крылья» (англ. Wings) — американский драматический немой фильм 1927 года режиссёра Уильяма Уэллмана по одноимённому роману Джона Монка Сондерса о лётчиках Первой мировой войны. Первая кинолента, получившая премию «Оскар» в номинации «Лучший фильм». Один из наиболее известных фильмов эпохи немого кино и единственный незвуковой фильм, удостоенный премии «Оскар» в номинации «Лучший фильм». Многие годы фильм считался утерянным, пока в 1992 году не была обнаружена копия картины во Французской синематеке.

## Сюжет
История двух авиаторов, воевавших в составе американской эскадрильи во Франции во время Первой мировой войны и влюблённых в одну и ту же девушку. Однако «любовный треугольник» угрожает крепости дружбы двух молодых мужчин.

## В ролях
| Актёр               | Роль                     |
| ------------------- | ------------------------ |
| Клара Боу           | Мэри Престон             |
| Чарльз Роджерс      | Джек Пауэлл              |
| Ричард Арлен        | Дэвид Армстронг          |
| Гэри Купер          | кадет Уайт               |
| Джобина Ролстон     | Сильвия Льюис            |
| Генри Вольтхолл     | мистер Армстронг         |
| Джулия Суэйн Гордон | мать Дэвида Армстронга   |
| Арлетт Маршаль      | Селест                   |
| Ганбот Смит         | сержант                  |
| Найджел Де Брулир   | Крестьянин               |
| Чарльз Бартон       | солдат флиртующий с Мэри |
| Хедда Хоппер        | миссис Пауэлл            |

## Реакция
Кинокритики тех лет отмечали, что интрига фильма чересчур «жидковата», чтобы привлекать внимание зрителей в течение более чем двух часов. Вместе с тем батальные сцены — прежде всего, воздушные бои — считаются одними из лучших в истории Голливуда.

## Реставрация
Для выпуска на Blu-Ray в 2012 году был проведен ремастеринг фильма. Лента была восстановлена, оригинальное чёрно-белое изображение было переведено в сепию с добавлением цвета в сценах воздушных боев. В качестве звуковой дорожки использована оригинальная партитура Джона Стефана Замекника, записанная специально для релиза и дополненная звуковыми эффектами Бена Бёртта («Звездные войны», «Индиана Джонс»).

## Награды
- 1929 — «Оскар»
  - Лучший фильм — Paramount Famous Lasky
  - Лучшие визуальные эффекты — Рой Померой